# Templo de Marco Aurélio
O Templo de Marco Aurélio (em latim: Templum Divi Marci) foi um templo dedicado ao imperador romano Marco Aurélio (e provavelmente também à sua esposa Faustina) localizado no Campo de Marte, em Roma, perto da moderna Piazza Colonna de frente para a ainda existente Coluna de Marco Aurélio.

## História
O Templo de Marco Aurélio foi dedicado por Cômodo em homenagem a seu pai, o imperador Marco Aurélio, e é conhecido através de citações em fontes literárias, que o localizam ao lado do Templo de Adriano na moderna Piazza di Pietra.
Segundo François Chausson e Filippo Coarelli, a correta interpretação da inscrição CIL VI, 1585 (p 4715) já com a dedicação à Faustina permite precisar a data de construção como sendo entre 175, o ano da morte da augusta Faustina, e 180, ano da morte de Marco Aurélio.

## Topografia
Segundo os catálogos regionários, o templo ficava na Regio IX, Campo de Marte, e ficava perto da Coluna de Marco Aurélio, uma região fortemente monumentalizada pelo imperador Adriano e local onde se realizavam os funerais imperiais. Ali foram construídos o Templo de Matídia e, depois da morte de Adriano, o Templo de Adriano e duas colunas honorárias, a própria Coluna de Marco Aurélio e a Coluna de Antonino Pio, da qual resta apenas a base.
O Templo de Marco Aurélio provavelmente ficava de frente para a coluna dedicada ao mesmo imperador, não muito distante do ustrino onde ele foi cremado em 180, como celebram algumas moedas da época.

## Descrição
Segundo alguns autores o próprio edifício incorporado no Palazzo della Borsa, tradicionalmente tido como sendo o Templo de Adriano, seria o Templo de Marco Aurélio. No decurso de algumas escavações realizadas em 1960 na Piazza Montecitorio, atrás da coluna, alguns restos foram recuperados incluindo duas telhas de mármore e dois fragmentos do teto em caixotões em mármore de Carrara atribuídos pelos descobridores ao Templo de Marco Aurélio, mas cuja identificação permanece incerta.

## Localização
| Planimetria do Campo de Marte central |
| --- |
| Termas de Nero Estádio de Domiciano Panteão Basílica de Netuno Termas de Agripa Estagno ? Odeão de Domiciano Ínsulas da época de Adriano Galpões militares? Galpões militares? Galpões militares? Septa Júlia Diribitório Pórtico dos Deuses Água Virgem Arco de Cláudio Pórtico de Vipsânia Quartel da I coorte dos vigiles Iseu Templo de Minerva Calcídica Altar de Marte Via Flamínia Via Flamínia Templo de Adriano Templo de Matídia Teatro de Pompeu Templos do Largo Argentina Pórtico de Minúcio Coluna de Marco Aurélio T. de M. Aurélio e Faustina (?) Arco de M. Aurélio (?) Coluna de Antonino Pio Ustrino de Faustina Maior Ustrino de Faustina Menor Via Reta Pórtico e Templo de Bom Evento Pórtico de Pompeu Arco Novo Pórtico de Meleagro Pórtico dos Argonautas Piazza della Rotonda Vila Pública |